# Tênis de mesa nos Jogos da Francofonia de 2009
As competições de tênis de mesa nos Jogos da Francofonia de 2009 ocorreram entre 28 de setembro e 4 de outubro. Quatro torneios foram disputados.

## Quadro de medalhas
| Ordem | País                           |   |   |   |    |
| 1     | Canadá                         | 2 | 1 |   | 3  |
| 2     | Vietname                       | 1 | 2 |   | 3  |
| 3     | Roménia                        | 1 |   | 1 | 2  |
| 4     | Egito                          |   | 1 |   | 1  |
| 5     | França                         |   |   | 3 | 3  |
| 6     | Suíça                          |   |   | 2 | 2  |
| 7     | Congo                          |   |   | 1 | 1  |
| 8     | Comunidade Francesa da Bélgica |   |   | 1 | 1  |
| TOTAL | TOTAL                          | 4 | 4 | 8 | 16 |

## Medalhistas
| Evento                       | Ouro                      | Prata                         | Bronze                                                       |
| Simples masculino (detalhes) | VIE Vietnã Kien Quoc Doan | EGY Egito Ahmed Ali Saleh     | SUI Suíça Nicolas Mohler CGO Congo Suraju Saka               |
| Simples feminino (detalhes)  | CAN Canadá Mo Zhang       | VIE Vietnã Hoang My Trang Mai | FRA França Audrey Mattenet ROU Romênia Cristina Alina Hirici |
| Duplas femininas (detalhes)  | ROU Romênia               | CAN Canadá                    | FRA França CFB C. F. da Bélgica                              |
| Torneio (detalhes)           | CAN Canadá                | VIE Vietnã                    | SUI Suíça FRA França                                         |